# Saison 1892-1893 des Sénateurs d'Ottawa
Autres saisons
Saison précédente Saison suivante
Cet article présente la saison 1892-1893 du Club de hockey d'Ottawa.

## Classement
| Clt   | Équipe                  | PJ | V | D | N | BP | BC | Pts |
| ----- | ----------------------- | -- | - | - | - | -- | -- | --- |
| +001, | AAA de Montréall        | 8  | 7 | 1 | 0 | 38 | 18 | -   |
| +002, | Club de hockey d'Ottawa | 8  | 6 | 2 | 0 | 49 | 22 | -   |
| +003, | Crystals de Montréal    | 8  | 3 | 5 | 0 | 25 | 34 | -   |
| +004, | Hockey Club de Québec   | 8  | 2 | 5 | 1 | 23 | 46 | -   |
| +005, | Victorias de Montréal   | 8  | 1 | 6 | 1 | 20 | 35 | -   |

- Champion de l'AHAC

## Meilleurs marqueurs
| Joueur       | PJ | B  |
| ------------ | -- | -- |
| R. Bradley   | 8  | 11 |
| Thomas Kirby | 8  | 10 |
| J. Kerr      | 7  | 5  |
| Halder Kirby | 8  | 4  |
| Weldy Young  | 8  | 3  |

## Matchs après matchs
| No | Date       | Visiteurs | Résultat | Domicile  | Fiche |
| -- | ---------- | --------- | -------- | --------- | ----- |
| 1  | 7 janvier  | Ottawa    | 3 - 4    | Victorias | 0-1-0 |
| 2  | 14 janvier | AAA       | 2 - 4    | Ottawa    | 1-1-0 |
| 3  | 21 janvier | Ottawa    | 5 - 3    | Québec    | 2-1-0 |
| 4  | 28 janvier | Victorias | 2 - 7    | Ottawa    | 3-1-0 |
| 5  | 3 février  | Ottawa    | 4 - 3    | Crystals  | 4-1-0 |
| 6  | 11 février | Crystals  | 1 - 11   | Ottawa    | 5-1-0 |
| 7  | 18 février | Ottawa    | 1 - 7    | AAA       | 5-2-0 |
| 8  | 17 mars    | Québec    | 0 - 14   | Ottawa    | 6-2-0 |

## Alignement
- Réginald Bradley
- William Dey
- Frank Jenkins
- Jack Kerr
- E. C. Grant
- Thomas Kirby
- Halder Kirby
- Albert Morel
- Herbert Russell
- Weldy Young